# Наталі Гіндс
Наталі Гіндс (англ. Natalie Hinds; нар. 7 грудня 1993) — американська плавчиня, бронзова призерка Олімпійських ігор 2020 року.

## Кар'єра
Наталі Гіндс безуспішно намагалася пройти кваліфікацію на Олімпійські ігри 2012 та 2016 років. Виступаючи на різних дистанціях найкращим результатом спортсменки стало сорокове місце на дистанції 100 метрів вільним стилем у 2016 році. Після цих невдалих виступів американка взяла паузу в плаванні на два роки.
У 2021 році, під час американського олімпійського відбору, спортсменка стала четвертою на дистанції 100 метрів вільним стилем та кваліфікувалася на Олімпійські ігри в Токіо.
24 липня відбувся перший заплив американки на Олімпійських іграх. Це був попередній етап естафети 4x100 метрів вільним стилем. Наталі Гіндс виступила на четвертому етапі, показавши час 53.28. Збірна США кваліфікувалися у фінал із п'ятим результатом. Наступного дня відбувся фінал. Наталі на третьому етапі показала час 53.15. Її партнерками по команді були Еріка Браун, Еббі Вейтцейл та Сімоне Мануель. Команда США показала третій час (3:32.81), поступившись командам Канади та Австралії, яка встановила світовий рекорд.

## Виступи на Олімпійських іграх
| Олімпіада  | Дисципліна                           | Час     | Місце |
| ---------- | ------------------------------------ | ------- | ----- |
| Токіо 2020 | естафета 4x100 метрів вільним стилем | 3:32.81 | 3     |